# Лузитания (московская математическая школа)

Древо Лузина (экспозиция механико-математического факультета МГУ)

Лузита́ния — московская математическая школа, созданная русским математиком Н. Н. Лузиным. Сформировалась в конце 1910-х — начале 1920-х годов, распалась в середине 1930-х годов как вследствие естественного математического развития, так и по внешним, в том числе, политическим причинам (см. Дело Лузина).

## История
Первыми учениками, создавшими ядро «Лузитании», были П. С. Александров, М. Я. Суслин, Д. Е. Меньшов, А. Я. Хинчин, несколько позже появились В. Н. Вениаминов, П. С. Урысон, А. Н. Колмогоров, В. В. Немыцкий, Н. К. Бари, С. С. Ковнер, В. И. Гливенко, Л. А. Люстерник, Л. Г. Шнирельман. Ещё позже, в середине 1920-х, пришли П. С. Новиков, Л. В. Келдыш, Е. А. Селивановский. С самого возникновения «Лузитании» тесный контакт с ней поддерживали более старшие математики, ученики Д. Ф. Егорова — И. И. Привалов и В. В. Степанов, а также польский математик Вацлав Серпинский, оказавшийся в 1915 году в Москве.
По воспоминаниям Л. А. Люстерника, само слово «Лузитания» возникло осенью 1920 года. Одним из главных мест собрания «лузитанов» была квартира Н. Н. Лузина (№ 8) в доме № 25 на улице Арбат (дом сохранился, установлена памятная доска).
Лузитания считалась «орденом», «командором» которого был Н. Н. Лузин, а «гроссмейстером» — Д. Ф. Егоров. Лузитания была действительно уникальным и неповторимым коллективом молодежи, жившей не только напряжённой, насыщенной математической жизнью, но и жизнью, которая была непосредственно радостной и весёлой.П. С. Александров
Деятельность Лузитании была омрачена двумя неожиданными смертями: 21 октября 1919 года от сыпного тифа в родном селе Красавка (Саратовской губернии) умер М. Я. Суслин, 17 августа 1924 года во Франции во время купания в Атлантическом океане погиб «хранитель тайн Лузитании» — П. С. Урысон.

## Научная деятельность
Интересы участников концентрировались главным образом вокруг некоторых вопросов анализа (тригонометрические ряды, теория интегрирования), дескриптивной теории множеств и теории функций.
В теории множеств были получены следующие фундаментальные результаты. П. С. Александров при решении проблемы о мощности борелевских множеств показал, что все борелевские множества получаются из замкнутых с помощью одной новой, построенной им операции. М. Я. Суслин после этого доказал, что класс множеств, получаемых с помощью этой операции, значительно шире борелевских, и назвал их А-множествами (в честь Александрова).
Один из первых ярких результатов в теории тригонометрических рядов принадлежал А. Н. Колмогорову: он построил пример суммируемой функции, ряд Фурье которой расходится почти всюду.
Позже многие бывшие участники Лузитании внесли вклад в развитие других областей, например, теорию вероятностей (А. Н. Колмогоров, А. Я. Хинчин), геометрию и топологию (П. С. Александров, П. С. Урысон), алгебру и логику (А. Н. Колмогоров, П. С. Новиков), вариационное исчисление и функциональный анализ (Л. А. Люстерник) и др. Школа Лузина оказала колоссальное влияние на формирование советской математики. Среди её бывших участников и их учеников огромное число выдающихся математиков, схематически это изображается в виде так называемого «древа Лузина».

## Атмосфера общения

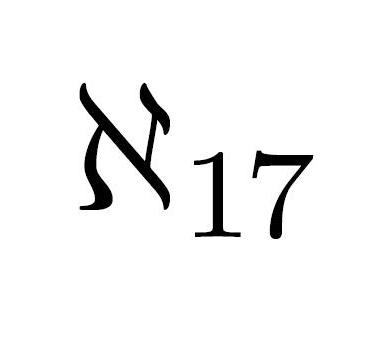
Алеф-17

Несмотря на то, что время существования «Лузитании» совпало с общей разрухой в стране и наиболее трудным периодом истории Московского университета, атмосфере этой школы были присущи юмор, театральность и дух мистерии. В своих воспоминаниях Л. А. Люстерник называет это «интеллектуальным озорством».
Так, например, в «Лузитании» была введена иерархия членов с помощью так называемых «алефов» (буква, традиционно использующаяся для обозначения мощности в теории множеств). Каждый вступающий получал звание «алеф-нуль». За каждое достижение к индексу добавлялась единица. П. С. Александров и П. С. Урысон получили высокие звания «алеф-5». Самому Н. Н. Лузину было присвоено звание «алеф-17», и соответствующий знак стал гербом школы.
В шуточном стихотворении, написанном одним из тогдашних студентов, передаётся атмосфера, царившая в то время в «Лузитании»:
Презрев классический анализ,
Здесь современным увлекались.
Пусть твой багаж не очень грузен —
Вперед! В себе уверен будь!
Великий бог — профессор Лузин —
Укажет нам в науке путь!
А божество уж окружало
Созвездие полубогов:
Иван Иванович Привалов,
Димитр' Евгеньевич Меньшов,
И Александров остро взвинчен,
И милый Павел Урысон,
И философствующий Хинчин,
И несколько других персон.
А сочинённый участниками шуточный гимн «Лузитании» содержал такие слова:
Наш бог — Лебег,
Кумир — интеграл.
Рамки жизни сузим,
Так приказал нам
Наш командор Лузин.